# Anodonthyla
Anodonthyla é um gênero de anfíbios da família Microhylidae.
As seguintes espécies são reconhecidas:
- Anodonthyla boulengerii Müller, 1892
- Anodonthyla emilei Vences, Glaw, Köhler, and Wollenberg, 2010
- Anodonthyla eximia Scherz, Hutter, Rakotoarison, Riemann, Rödel, Ndriantsoa, Glos, Roberts, Crottini, Vences, and Glaw, 2019
- Anodonthyla hutchisoni Fenolio, Walvoord, Stout, Randrianirina, & Andreone, 2007
- Anodonthyla jeanbai Vences, Glaw, Köhler, and Wollenberg, 2010
- Anodonthyla montana Angel, 1925
- Anodonthyla moramora Glaw & Vences, 2005
- Anodonthyla nigrigularis Glaw & Vences, 1992
- Anodonthyla pollicaris (Boettger, 1913)
- Anodonthyla rouxae Guibé, 1974
- Anodonthyla theoi Vences, Glaw, Köhler, and Wollenberg, 2010
- Anodonthyla vallani Vences, Glaw, Köhler, and Wollenberg, 2010